# Bantine
Bantine (Bantìna o Antìna in sardo) è l'unica frazione del comune di Pattada, ed è un  comune soppresso nel 1875.

## Geografia e storia
Adagiato sul fondo di una fertile valle detta  Sa Matta 'e 'Antina e dominata dal paese di Pattada, conta un centinaio di abitanti, e ha dato i natali al poeta sardo Pedru Pisurzi o  Pesuciu al quale è intitolata la via principale del centro abitato. Sono caratteristiche le due chiese presenti dedicate a san Pietro e San Giacomo. Bantine è attestato nelle fonti medioevali (XI-XIV secolo) come Gosantina, Gantina e Bantina ("Costantina"). Ed in effetti Bantina è sempre stata la pronuncia locale. Il toponimo potrebbe rimandare al periodo bizantino (in onore cioè di san Costantino) oppure ad uno dei due giudici di Torres che ebbero il nome di Gosantine, quale fondatore della villa Gosantina; oppure più semplicemente il villaggio era appartenuto ad una domina così chiamata.
Nel 1707 diede i natali a Pedru Pisurzi, uno dei padri della poesia in lingua sarda.